# My Valentine
My Valentine (englisch für „Mein Valentinsgruß“) ist ein Lied des britischen Musikers Paul McCartney, das im Januar 2012 erschien.

## Entstehung und Veröffentlichung

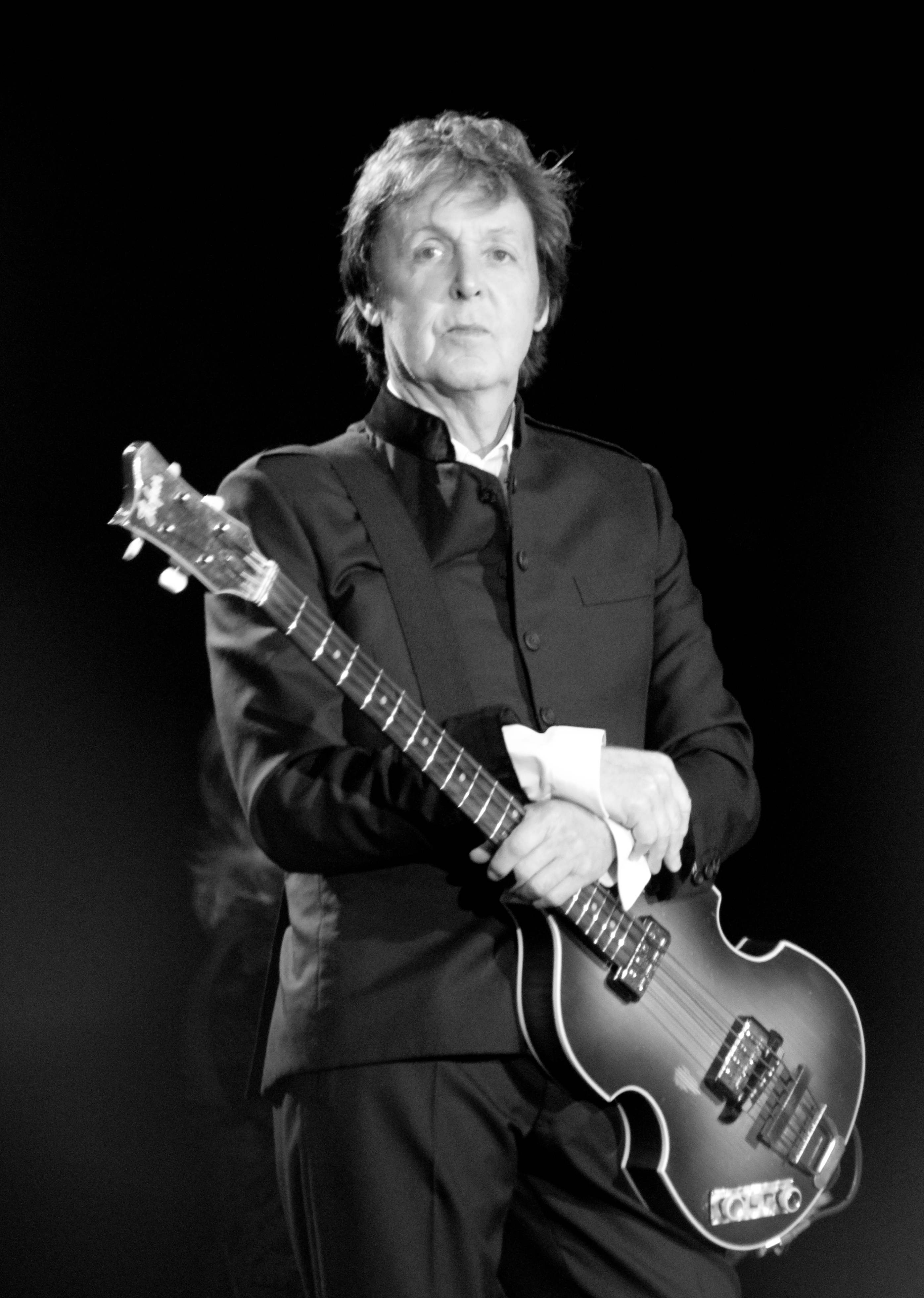
Paul McCartney (2010)

Getextet und komponiert wurde das Lied vom Interpreten selbst. Für die Produktion zeichnete Tommy LiPuma verantwortlich.
Die Erstveröffentlichung von My Valentine erfolgte als Promo-Single am 9. Januar 2012 bei den Musiklabels Concord Records, Hear Records und MPL Records. Am 3. Februar desselben Jahres erschien das Lied als Teil von McCartneys 16. Soloalbum Kisses on the Bottom (Katalognummer: HRM-33369-02). Bereits am 19. Dezember 2011 wurde das Lied für 24 Stunden auf dem offiziellen Internetauftritt McCartneys gestreamt.
My Valentine ist die erste Singleauskopplung aus dem Album Kisses on the Bottom und erreichte in den Niederlanden Platz 93 in den Charts.

## Hintergrund
My Valentine ist eine von zwei Eigenkompositionen auf Kisses on the Bottom und wurde für seine dritte Frau Nancy Shevell geschrieben. Das Lied entstand während eines Urlaubs des Paares in Marokko.
Paul McCartney sagte über die Entstehung des Liedes: „Ich war mit Nancy, die jetzt meine Frau ist, in Marokko und wir hatten einen schönen Urlaub, aber es regnete ziemlich viel. Ich sagte: "Schade, dass es regnet" und sie sagte: "Das macht nichts, wir können immer noch eine gute Zeit haben." Und ich bin auch so, das macht mir überhaupt nichts aus. So stand ein altes, leicht verstimmtes Klavier im Foyer des Hotels. Und da war dieser nette Ire, der so viel altes Zeug kannte, wirklich tiefgründiges Zeug wie 'Beautiful Dreamer', 'If You Were The Only Girl In The World... Schon wieder Sachen aus der Zeit meines Vaters. Ich habe ihm abends gerne zugehört und er hat mich an dieses Genre erinnert. Eines Nachmittags, als es regnete, saß ich in diesem Foyer, und ohne dass es jemand bemerkte, außer ein paar Kellnern, die aufräumten, setzte ich mich ans Klavier und fing an, mit dieser kleinen Melodie herumzuspielen, irgendwie in dem Stil, von dem ich wusste, dass er spielte: "Was wäre, wenn es regnete? Uns war das egal. Sie sagte, dass eines Tages die Sonne scheinen würde..." Und da saß mein irischer Kumpel hinter mir, er hatte mir die ganze Zeit zugehört: 'Ah, das ist großartig!' Ein netter kleiner Vertrauensbeweis in dem Song.“
McCartney sang My Valentine für seine Frau Nancy Shevell bei deren Hochzeit am 9. Oktober 2011.

## Aufnahme
Die Aufnahmesessions für My Valentine fanden wahrscheinlich im Mai 2011 in den Avatar Studios, New York statt, wobei Tommy LiPuma als Produzent fungierte. Die Overdubs, Orchesteraufnahmen und die Einspielung von Eric Clapton s Gitarrenpart, wurden am 5. und 6. Oktober 2011 in den Abbey Road Studios aufgenommen. Al Schmitt, Sam Okell, Paul Pritchard, Gordon Davidson, Fernando Lodeiro, Elliot Scheiner, Brian Montgomery und Kris Burton waren die Toningenieure der Aufnahmen. Wann die Abmischung stattfand ist nicht dokumentiert.
Besetzung:
- Alan Broadbent: Dirigent, Arrangement
- Eric Clapton: Akustische Gitarre
- Diana Krall: Klavier
- London Symphony Orchestra
- Paul McCartney: Gesang
- John Pizzarelli: E-Gitarre
- Karriem Riggins: Schlagzeug
- Robert: Bassgitarre
- Roman Simovic: Konzertmeister

McCartney sagte über die Zusammenarbeit mit Eric Clapton: „Als wir dieses Stück aufnahmen, waren wir in Abbey Road und ich sagte: 'Sag mal, Eric, das letzte Mal, dass wir hier zusammengearbeitet haben, war, als du da drüben saßt und Gitarre bei Georges Titel While My Guitar Gently Weeps gespielt hast." Es gab also eine, ich weiß nicht was, 40 Jahre Lücke, und körperlich nur 10 Yards.“

## Musikvideos
Zu My Valentine wurden vier Musikvideos unter der Regie von Paul McCartney produziert, eines mit Johnny Depp, eines mit Paul McCartney, ein weiteres mit Natalie Portman und ein viertes mit Natalie Portman und Johnny Depp.

## Veröffentlichungen
- Am 9. Januar 2012 wurde die Promo-Single My Valentine veröffentlicht.[1]
- Am 3. Februar 2012 erschien das Album Kisses on the Bottom auf dem sich My Valentine befindet.[1]
- Am 6. März 2012 wurde das Livealbum iTunes Live from Capitol Studios exklusiv bei iTunes veröffentlicht, es enthält auch My Valentine.
- Kisses on the Bottom – Complete Kisses wurde am 26. November 2012 über iTunes veröffentlicht. Es enthält neben der Deluxeversion des Albums unter anderen noch eine andere Version des Liedes My Valentine, mit einem Arrangement von Johnny Mandel.
- My Valentine erschien am 10. Juni 2016 auf dem Kompilationsalbum Pure McCartney.
- Am 2. Dezember 2022 wurde die Singlebox The 7″ Singles Box veröffentlicht, die auch My Valentine enthält.

## Coverversionen

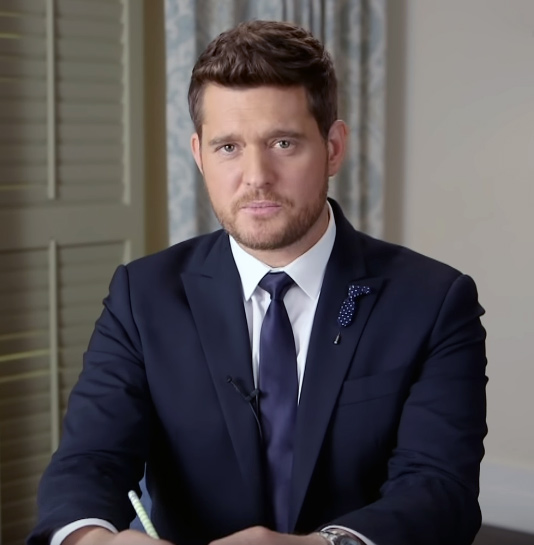
Michael Bublé (2018)

Es gibt mindestens elf Coverversion von My Valentine.
- Am 11. Februar 2022 veröffentlichte Michael Bublé die Single My Valentine, die sich auch auf seinem Album Higher befindet, das am 25. März 2022 erschien. Paul McCartney war Produzent von Bublés Version von My Valentine.[8] Für das Lied wurde ein Musikvideo produziert.[9]
- Am 16. Mai 2025 erschien My Valentine als neu aufgenommene Duett-Single von Barbra Streisand und Paul McCartney. Das Lied befindet sich auf dem am 27. Juni 2025 erscheinenden Streisand-Album The Secret of Life: Partners, Vol. 2.[10]